# Dicliptera hensii
Dicliptera hensii är en akantusväxtart som beskrevs av Gustav Lindau. Dicliptera hensii ingår i släktet Dicliptera och familjen akantusväxter. Inga underarter finns listade i Catalogue of Life.